# Charles Marion
Charles Léonce Pierre Marion, född 14 januari 1887 i Saint-Germain-en-Laye, död 16 november 1944 i Annecy, var en fransk ryttare.
Marion blev olympisk mästare i dressyr vid sommarspelen 1932 i Los Angeles.